# 阿勞雷
阿勞雷（西班牙語：Araure），是委內瑞拉的城鎮，位於該國西北部波圖格薩州，是阿勞雷市的首府，始建於1694年7月6日，面積144.16平方公里，海拔高度198米，2012年人口157,396，人口密度每平方公里1,254.85人。